# Louis Séchan
Pour les autres membres de la famille, voir Famille Séchan.
Louis Séchan, né le 6 avril 1882 à Auch (Gers) et décédé le 20 octobre 1968, est un helléniste français, professeur à la faculté des lettres de Paris, et auteur d'ouvrages d'érudition. Il est le père d'Olivier Séchan et d'Edmond Séchan, et grand-père de Renaud et Thierry Séchan.

## Biographie
Louis Séchan est le fils de Joseph Séchan (1844-1888), capitaine d'infanterie, et Marie-Louise Bonnecaze ; il a un frère cadet, Louis Séchan (1886-1962), médecin militaire, ancien élève de l’École de service de santé militaire de Lyon, chevalier de la Légion d'honneur et décoré de la Croix de guerre 1914-1918. Louis Séchan fréquente le lycée d'Agen, et obtient un baccalauréat ès lettres. Il intègre par la suite les lycées de Toulouse et Louis-le-Grand, et devient élève de l'École normale supérieure en 1903. Il est licencié ès lettres la même année. Boursier de licence à la Faculté des lettres de Paris entre 1902 et 1903, il est agrégé de lettres en 1907. Il obtient un doctorat ès lettres en 1926.
Louis Séchan s'installe à Montpellier avant la Première Guerre mondiale. Originaire du Gers, il enseigne le grec ancien au lycée de Montpellier avant de rejoindre l'université. Ses travaux sur l'Antiquité lui assurent une réputation grandissante dans le milieu universitaire. Il quitte Montpellier pour Paris en 1932. Il enseigne dès lors à la faculté des lettres de l'université de Paris et devient un helléniste réputé. Il prend sa retraite le 30 septembre 1953 et accède au statut de professeur honoraire l'année suivante. Il publie de nombreux ouvrages qui font référence encore aujourd'hui, passant notamment dix ans de sa vie à mettre à jour et à corriger Le Bailly.
Outre sa carrière académique, Louis Séchan sera engagé dans des activités militaires. Il est en effet mobilisé le 6 avril 1915 durant la Première Guerre mondiale, et est affecté à un poste d'infirmier militaire à Toulouse d'avril à septembre 1915. Il sera par la suite détaché au bataillon serbe (1916) et deviendra soldat interprète, puis lieutenant interprète, rattaché au contrôle du télégraphe grec et de la presse grecque (GQG de l'Armée d'Orient) entre juin 1916-mai 1919. Il est démobilisé le 1er mai 1919.
Louis Séchan est également impliqué dans diverses autres activités académiques et civiles. Il est ainsi professeur délégué à l'École normale supérieure de Paris et à celle de Sèvres entre 1933 et 1953. Il contribue également au Dictionnaire des antiquités, à la Revue des études grecques, au Bulletin Guillaume Budé et à la Revue universitaire.
Il meurt en 1968. Son épouse Isabelle Bost est la petite-fille d'Ami Bost et la nièce de John Bost.
Sur son attitude d’opposition à Vichy et à l’Allemagne pendant l’Occupation, et en particulier sur son vote d’opposition à l’application du statut des juifs lors d’un vote préliminaire à l’Assemblée de la faculté des lettres de Paris de décembre 1940, on dispose du témoignage d’un collègue, Georges Mathieu, publié seulement récemment[réf. nécessaire].

## Décoration
- Officier de la Légion d'honneur (décret du 12 juillet 1950 ; nommé chevalier par décret du 4 février 1938. Les insignes lui furent remis les deux fois [7 mai 1938 et 26 octobre 1952] par son ami René Le Senne)[6].

## Ouvrages
- La Légende d'Hippolyte dans l'antiquité, Paris, Leroux, 1911.
- Léda et le cygne : étude sur un vase plastique inédit du Musée du Louvre, Paris, Leroux, 1912.
- Études sur la tragédie grecque dans ses rapports avec la céramique, thèse pour le doctorat, Paris, Champion, 1926.
- La Danse grecque antique, Paris, de Boccard, 1930.
- Le Mythe de Prométhée, Paris, PUF, 1951.
- Essais de stylistique grecque, avec Édouard Delebecque, Gap, Éd. Ophrys, 1961.
- Les grandes divinités de la Grèce, avec Pierre Lévêque, Paris, de Boccard, 1966.